# Patrick Zuk
Patrick Zuk (Cork, 1968) is een hedendaags Iers componist, muziekpedagoog en pianist.

## Levensloop
Zijn moeder is van Ierse en zijn vader van Poolse afkomst. Al vroeg studeerde hij piano om later bij Aloys Fleischmann compositie te studeeren. Tegenwoordig is hij professor aan de University of Durham, Verenigd Koninkrijk en aan het Cork Institute of Technology, Ierland. Als componist schreef hij vocale werken, koormuziek en werken voor orkest. 

## composities (selectie)

### Werken voor orkest
- 1990 Divertimentos I, II, and III
- Ritual Dance

### Werken voor harmonieorkest
- 1989 Scherzo
- 2003 Concerto, voor trompet en harmonieorkest

### Missen, cantates en geestelijke muziek
- Requiem, voor solisten, gemengd koor en orkest

### Werken voor koor
- 1998 An das Angesicht des Herrn Jesu, voor vrouwenkoor

### Vocale muziek
- I Sing of a Maiden, voor sopraan solo, gemengd koor en instrumentalensamble

### Kamermuziek
- Sonata, voor fluit en piano

## Publicaties
- Patrick Zuk: Our songs are our laws ... - Music and the Republic (Part 1), The Republic and the contributors, 2004.
- Patrick Zuk: Our songs are our laws ... — Music and the Republic (Part 2), The Republic and the contributors, 2005.
- Patrick Zuk: Music and Nationalism (a review of Musical Constructions of Nationalism). in: The Journal of Music in Ireland, Vol. 2 No. 2, January/February 2002 en Vol. 2 No. 3, March/April 2002.
- Patrick Zuk: Music and Nationalism: The Debate Continues. in: The Journal of Music in Ireland, Vol. 3 No. 5, July/August 2003.
- Patrick Zuk: Music and the Gaelic Revival: The Quest for an Irish Musical Identity
- Patrick Zuk: Alexander Dubuque and John Field: A Russian Memoir of the Irish Composer by One of His Students

- Gemeinsame Normdatei: 143771795
- International Standard Name Identifier: 0000 0001 1812 6443
- Library of Congress Control Number: nr2006033009
- Nationale Bibliotheek van Israël: 987007407302605171
- Système universitaire de documentation: 224547631
- Virtual International Authority File: 169105197
- WorldCat: E39PBJp9mCcDCbYw9yxdkvjjYP